# Нилум (округ)
Нилум (англ. Neelum District) — один из 10 округов пакистанской территории Азад-Кашмир.

## Географическое положение
Округ граничит с округом Гилгит на севере, с Джамму и Кашмиром (Индия) на юге и востоке, с округом Музаффарабад на юго-западе и округом Маншехра на западе.

## История
До недавнего времени Нилум был техсилом в составе округа Музаффарабад. Нилум сильно пострадал от землетрясения 2005 года в Кашмире.

## Достопримечательности
На территории округа расположены два национальных парка — Гамот и Гурез.